# Madagassische Badmintonmeisterschaft 2012
Die Madagassische Badmintonmeisterschaft 2012 fand Anfang Januar 2012 in Antananarivo statt.

## Austragungsort
- Gymnase Couvert d'Ankorondrano, Antananarivo

## Finalergebnisse
| Disziplin    | Sieger                                      | Finalist                                      | Ergebnis |
| ------------ | ------------------------------------------- | --------------------------------------------- | -------- |
| Herreneinzel | Tolotra Marc                                | Haja Vonjinirina Marc                         | 2:0      |
| Dameneinzel  | Stéphanie Rajerison                         | Fenohasina Rakotomalala                       | 2:0      |
| Herrendoppel | Tolotra Marc Aina Vonjinirina Marc          | Eugelot Ranaivolala Gaël Andriamirama         | 2:0      |
| Damendoppel  | Fenohasina Rakotomalala Stéphanie Rajerison | Sahondra Ramanandraisoa Voahangy Rasolomanana | 2:0      |